# Lombo d'Égua (Fátima)
Lombo d'Égua é um lugar na freguesia de Fátima, no concelho de Ourém, distrito de Santarém, pertencente à província da Beira Litoral, na região do Centro e sub-região do Médio Tejo, em Portugal.
Tem como padroeiro São João Baptista, o qual é venerado numa capela local.
Fica nas proximidades do lugar da Cova da Iria onde se situa o Santuário de Nossa Senhora de Fátima.